# 泰万菌素
泰万菌素（INN：tylvalosin），别名乙酰异戊酰泰乐菌素（英語：Acetylisovaleryltylosin），是由英国伊科动物保健品公司（ECO Animal Health）研制的第三代大环内酯类广谱畜禽专用抗生素，对支原体 、螺旋体 、大部分革兰氏阳性菌和部分革兰氏阴性菌均有较强的抗菌活性。为泰乐菌素的衍生物，由泰乐菌素进行乙酰化、异戊酰化和醇解反应制得，抗菌和抗支原体活性均高于泰乐菌素。市售为其酒石酸盐（酒石酸泰万菌素），主要用于治疗家禽支原体感染和猪的传染性支原体肺炎 、喘气病、回肠炎、慢性肺阻塞、猪蓝耳病等。

## 历史
2004年9月在欧盟上市，被批准用于预防和治疗由猪肺炎支原体（Mycoplasma hyopneumoniae）引起的猪气喘病、由猪痢疾短螺旋体（Brachyspira hyodysenteriae）引起的猪痢疾、由胞内劳森氏菌（Lawsonia intracellularis）引起的猪增生性肠炎（porcine proliferative enteropathy，PPE）和由鸡毒支原体（Mycoplasma gallisepticum）引起的鸡慢性呼吸道疾病。2012年7月通过美国FDA批准用于预防由胞内劳森菌引起的猪增生性肠炎。

## 作用机制
泰万菌素作为大环内酯类抗生素能与敏感菌核糖体50S亚基结合，干扰核糖体转肽功能使肽链合成和延长被抑制，继而影响细菌蛋白质合成。对鸡毒支原体和滑液囊支原体（Mycoplasma synoviae）等支原体，以及大多数革兰氏阳性菌有抗菌活性，如葡萄球菌、微球菌、微杆菌、芽孢杆菌、棒状杆菌、气球菌属、弯曲杆菌、肠球菌、链球菌、节杆菌和梭菌等；但对多数革兰氏阴性菌无效。其可直达支气管腔对支原体进行消灭。
泰万菌素可在动物体内经代谢后以原药和3-乙酰泰乐菌素（3-O-acetyltylosin）的形式残留在肝脏和皮脂中。对此欧盟规定鸡皮，脂肪、鸡肝和鸡蛋中泰万菌素和3-乙酰泰乐菌素最大残留限量为50 μｇ/kg，单一物质不超过25 μｇ/kg。

## 用途
泰万菌素可用于控制猪增生性肠炎疫区建筑物内肉猪和雌性种猪的胞内劳森氏菌感染和爆发。或者控制由支气管败血波氏杆菌（Bordetella bronchiseptica）、副猪嗜血杆菌（Glaesserella parasuis，原Haemophilus parasuis）、多杀巴斯德杆菌（Pasteurella multocida）、猪链球菌（Streptococcus suis）以及猪肺炎支原体引起的肉猪或雌性种猪相关呼吸道疾病爆发。但不能用在雄性种猪身上。
在禽类身上可控制鸡毒支原体引起鸡慢性呼吸道病；以及鸡滑液囊支原体感染。